# Nuevo flamenco
Nuevo flamenco o new flamenco è sinonimo di flamenco moderno e deriva da quello tradizionale.

## Storia
Esso nasce dall'unione delle tecniche chitarristiche del flamenco tradizionale con la bossa nova, il samba, il blues, la rumba, il pop, il rock, il tango, la salsa, il reggae, il funk, il jazz, hip-hop, house music.
I primi esperimenti di fusione tra il flamenco tradizionale e i generi moderni furono fatti dal chitarrista Sabicas nel suo soggiorno newyorkese intorno al 1950.
Tra i maggiori esponenti di questo genere ricordiamo Paco de Lucía, Ketama, Pata Negra, Gipsy Kings, Chano Dominguez, .
I ritmi più utilizzati in questo genere sono quelli di rumba e tangos flamenco.
Il nuevo flamenco è conosciuto anche con i termini flamenco metal, flamenco jazz, flamenco blues, flamenco world, flamenco rock.

## Chitarristi
- Paco de Lucía
- Vicente Amigo
- Sabicas
- Jesse Cook
- Ottmar Liebert

## Altri Artisti
Tomatito, 
Gerardo Nuñez, 
Juan Martín, 
Niño Josele, 
Màrtires del Compàs,
Gualberto Garcia Perez.
Tra i cantanti meritano una menzione speciale
Camarón de la Isla, 
Diego El Cigala, 
Duquende, 
Enrique Morente e sua figlia Estrella Morente.